# Urosphena squameiceps
Urosphena squameiceps è una specie di uccello passeriforme della famiglia delle Cettidae propria dell'est asiatico.

## Descrizione
È un piccolo uccello con una coda corta. I maschi e le femmine sono di colore simile; il piumaggio è marrone, con le parti inferiori di una tonalità leggermente più chiara, con l'obiscolo e l'orlo oculare di colore marrone più scuro e l'orlo oculare color crema.

## Distribuzione geografica e habitat
Durante la stagione riproduttiva si trova in aree dell'Asia nord-orientale, tra cui Manciuria, Giappone e Corea, e sverna in aree dell'Asia settentrionale sud-orientale, tra cui Taiwan e la Cina sud-orientale. Il suo habitat preferito sono le foreste temperate, dove preferisce aggirarsi nel sottobosco delle foreste di sempreverdi a foglia larga e di conifere basse.